# Яцкевич, Степан Викентьевич
Степан Викентьевич Яцкевич (бел. Сцяпан Вінсэсавіч Яцкевіч; 1 января 1890, Смолевичи — 17 сентября 1938, Коммунарка) — политический и государственный деятель Белорусской Советской Социалистической Республики (БССР). С 1924 по 1929 год занимал должность председателя Минского горисполкома.

## Биография
Родился 1 января 1890 года в семье рабочих в городе Смолевичи Борисовского уезда Минской губернии. После окончания трехклассной городской школы Минска работал на железной дороге телеграфистом. С 1911 года служил в Русской императорской армии, участник Первой мировой войны. После Февральской революции участвовал в установлении Советской власти в Минске, стал членом временной контрольной комиссии при Минской городской администрации. В годы Гражданской войны работал заместителем комиссара главного управления на различных прифронтовых участках Александровской железной дороги. После демобилизации занимал различные должности в Минске: председателя участкового профсоюза Московско-Белорусско-Балтийской железной дороги, директора Минского ПТУ им. 66 железнодорожников, уполномоченного Народным комиссариатом связи в Минске.
С августа 1924  по апрель 1929 год был председателем Минского горисполкома, одновременно в 1925—1928 годах работал председателем Минского окрисполкома. С апреля 1929 года — начальник Главного управления автомобильных дорог, грунтовых дорог и автомобильного транспорта Белорусской ССР, с 1934 года в Москве — начальник Управления капитального строительства Главного управления автомобильных дорог НКВД СССР. 7 апреля 1938 года был арестован, признан виновным в участии в контрреволюционной террористической организации, а 17 сентября 1938 года приговорен Военной коллегией Верховного суда СССР к казни, которая была немедленно приведена в исполнение. 26 января 1957 года Степан Яцкевич был реабилитирован Военной коллегией Верховного Суда СССР.